# Bucelas (DOC)

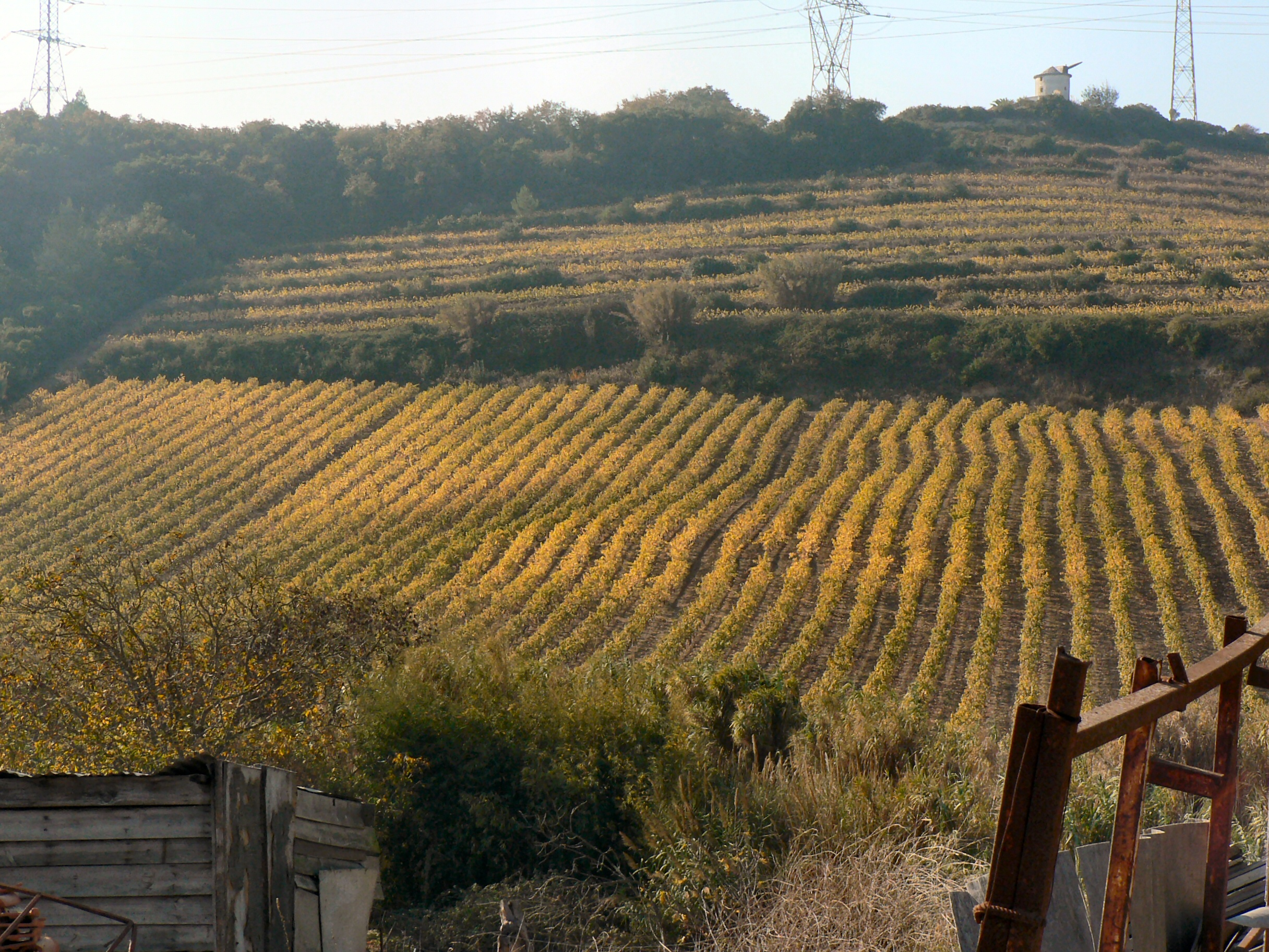
Vignoble de Bucelas.

Le bucelas est un vin d'appellation d'origine (DOC) portugais produit sur le terroir de Bucelas dans le municipio de Loures, près de l'estuaire du Tage. 

## Type de vins
Les vins de Bucelas peuvent être vinifiés en blanc tranquille ou en effervescent. 

## Encépagement
- Arinto (Pedernã), Sercial (ou Cão) et Rabo de Ovelha. L'arinto, grâce à son acidité, permet d'excellents assemblages et produit des vins délicats aux arômes floraux. Sa capacité à vieillir a fait la renommée des vieux vins de Bucelas.